# Eoparargyractis
Eoparargyractis es un género de polillas de la familia Crambidae. Fue descrito por primera vez por Lange en 1956.

## Especies
- Eoparargyractis floridalis Lange, 1956
- Eoparargyractis irroratalis (Dyar, 1917)
- Eoparargyractis plevie (Dyar, 1917)